# Communistische Partij van Bulgarije
De Communistische Partij van Bulgarije (Bulgaars:Комунистическа партия на България) is een communistische politieke partij in Bulgarije. De partij wordt geleid door Alexander Paunov. De partij is sinds 2001 lid van de Coalitie voor Bulgarije, een coalitie geleid door de Bulgaarse Socialistische Partij. De alliantie haalde bij de parlementsverkiezingen in 2009 17.7% van de stemmen en 40 van de 240 zetels.